# Windmühle Reina Roxana
Die Windmühle Reina Roxana ist eine Galerieholländerwindmühle in Borstel, einer Gemeinde in der niedersächsischen Samtgemeinde Siedenburg. Sie gilt als ein Wahrzeichen des Ortes.

## Geschichte
Die Windmühle wurde 1864 durch den Müller Heuermann erbaut und, wie zu diesen Zeiten üblich, nach ihrem Müller Heuermannsche Windmühle genannt. Vor dem Bau der Windmühle betrieb Heuermann eine Wassermühle in Bücken. Um den Betrieb der Mühle auch bei ungenügenden Windverhältnissen aufrechtzuhalten, wurde in einem Anbau eine Dampfmaschine eingebaut, welche später zunächst durch einen Diesel- und danach durch einen Elektromotor ersetzt wurde. Anfang des 20. Jahrhunderts wurde ein Elektrischer Generator installiert, der die Mühle und ab 1918 auch einige benachbarte Wohnhäuser mit Strom versorgte. Im Zweiten Weltkrieg blieb die Mühle unversehrt, der Besitzer Heinrich Heuermann fiel jedoch 1945. Die Windmühle wurde 1956 stillgelegt und dem Verfall preisgegeben.
Als 1985 der Abriss des Gebäudes drohte, fand sich ein privater Käufer für die Mühle. Das innere Mühlenwerk wurde entfernt, um Platz für Wohnräume zu schaffen, die bewegliche Haube verschwand ebenfalls. Danach wechselten die Eigentümer erneut, die Mühle kam in den Besitz der Familie Mutz. Die Galerie wurde erneuert und eine neue Haube, allerdings nur mit den sogenannten Buststücken der Flügel, wurde wieder aufgesetzt. Die Galerie hielt jedoch nicht lange und wurde kurze Zeit später wieder entfernt. Auch die Reste der Windrose sind inzwischen abgebaut. 
Die Windmühle Reina Roxana ist eine Station der Niedersächsischen Mühlenstraße.

## Name
Den Namen Reina Roxana bekam die ehemalige Windmühle vom Eigentümer Mutz verliehen. Roxana heißt die Frau des Mühlenbesitzers, Reina ist spanisch und bedeutet Königin.